# Бенуэ (департамент)
Бе́нуэ (фр. Bénoué) — один из 4 департаментов Северного региона Камеруна. Находится в северной части региона, занимая площадь в 13 614 км².
Административным центром департамента является город Гаруа (фр. Garoua). Граничит с Нигерией на западе и Чадом на востоке, а также департаментами: Майо-Лути (на севере), Майо-Рей (на юго-востоке) и Фаро (на юго-западе).

Департамент Бенуэ на карте Северного региона

## Административное деление
Департамент Бенуэ подразделяется на 11 коммун:
1. Басео (фр. Bashéo)
2. Бибеми (фр. Bibemi)
3. Дембо (фр. Dembo)
4. Гаруа (фр. Garoua) (городская коммуна со специальный статусом)
5. Гаруа (фр. Garoua) (сельская коммуна)
6. Гасига (фр. Gashiga)
7. Лагдо (фр. Lagdo)
8. Майо-Хурна (фр. Mayo Hourna)
9. Нгонг (фр. Ngong)
10. Питоа (фр. Pitoa)
11. Туруа (фр. Touroua)